# Convenzione tra Italia e Turchia
La Convenzione tra Italia e Turchia, firmata ad Ankara il 4 gennaio 1932 dal Plenipotenziario italiano, l'Ambasciatore Pompeo Aloisi, e il Ministro degli Esteri turco Tevfik Rustu Bey, pose fine alla disputa sulla delimitazione delle acque territoriali fra la costa dell'Anatolia e l'isola di Castelrosso, che era possedimento italiano dal 1921.

## Effetti
A seguito di questa convenzione tutte le isolette dell'arcipelago attorno a Castelrosso, eccetto Ro e Strongili, furono attribuite alla Turchia.
Inoltre il Governo italiano riconobbe la sovranità della Turchia sull'isoletta Egea di Kara Ada (in greco Arcos), situata di fronte alla città di Bodrum.
In una Appendice firmata nel dicembre dello stesso anno, i due Stati si accordarono per estendere la Convenzione a delimitare il confine marittimo fra la costa anatolica e il Dodecaneso italiano. Questo fu fatto definendo trentacinque punti equidistanti dai territori italiano e turco.
L'Appendice non fu depositata presso la Società delle Nazioni di Ginevra, motivo per cui il governo turco, dopo la crisi di Imia/Kardak del 1996 con la Grecia (che, nel frattempo, era subentrata all'Italia nel possesso delle isole), non volle riconoscerne la validità ritenendo che la sovranità delle centinaia di rocce, isolette e scogli del Dodecaneso risultasse ancora non definita.